# Chikashi Masuda
Chikashi Masuda (Miyazaki, Prefectura de Miyazaki, Japó, 19 de juny de 1985) és un futbolista japonès.

## Selecció japonesa
Chikashi Masuda va disputar 1 partits amb la selecció japonesa.